# Sezam (roślina)

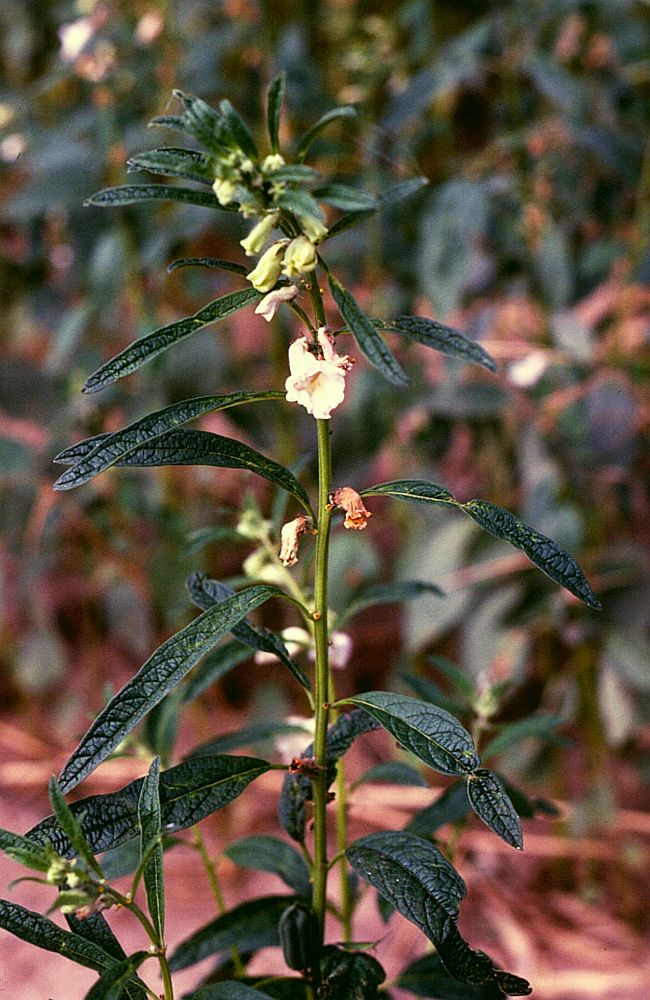
Pokrój sezamu indyjskiego

Sezam, łogowa (Sesamum L.) – rodzaj krótko żyjących bylin lub roślin jednorocznych z rodziny połapkowatych (sezamowatych), obejmujący, w zależności od ujęcia taksonomicznego, od 10 do 21 gatunków. Sezam indyjski jest jedną z najstarszych roślin oleistych uprawianych przez człowieka.

## Zasięg geograficzny
Sezam występuje naturalnie w suchych rejonach Afryki, na południe od Sahary oraz na subkontynencie indyjskim. Ponieważ sezam jest jedną z najstarszych roślin uprawianych przez człowieka uważa się, że rośliny te oryginalnie pochodzą z Afryki, skąd w starożytności zostały introdukowane do Azji. Sezam indyjski jest uprawiany w rejonach tropikalnych na całym świecie, został introdukowany również do Europy, gdzie występuje w Belgii, Francji, Grecji, Turcji oraz na Cyprze. Na tym kontynencie został uznany za gatunek inwazyjny.

## Morfologia
ŁodygaZielna, wzniesiona lub płożąca, często lepka, omszona, z gruczołowatymi włoskami i niemal siedzącymi gruczołami.
LiścieUlistnienie naprzeciwległe, niekiedy u szczytu łodygi nakrzyżległe lub skrętoległe. Liście przeważnie ogonkowe, polimorficzne. Blaszki liściowe całobrzegie, ząbkowane, wrębne lub klapowane, niekiedy omszone, z niemal siedzącymi, tarczowato osadzonymi, niemal siedzącymi 4-komórkowymi włoskami.
KwiatyPojedyncze kwiaty wyrastają w pachwinach górnych liści na krótkich szypułkach. Przylistki i podsadki nieobecne. Kwiaty niekiedy efektowne, białe, żółte, czerwone, purpurowe lub różowe. Kielich zbudowany z 5, głęboko wciętych działek. Korona dzwonkowata, zbudowana z 5 płatków, nieznacznie dwuwargowa, bazalnie lekko wybrzuszona. Płatki pokryte 2-4-komórkowymi gruczołami. 4 pręciki z podłużnymi główkami i pylnikami złączonymi brzusznie zgrubiałym łącznikiem zakończonym gruczołem. Zalążnia podłużna, z wyraźnie podłużnie odznaczonymi komorami, owłosiona. Szyjka słupka smukła.
OwocePodłużna, pionowo rowkowana lub czterokątna torebka, otwierająca się u szczytu, zawierająca liczne nasiona. Nasiona spłaszczone, gładkie lub żeberkowane, niekiedy pomarszczone, nieznacznie czterokątne.

## Systematyka
Pozycja rodzaju według Linneusza (1753)Linneusz zaliczył rodzaj sezam do rzędu okrytonasiennych (Angiospermia), klasy nierównoczteropręcikowych (Didynamia) w królestwie roślin (Vegetabile)
Pozycja rodzaju według systemu Cronquista (1982)W systemie Cronquista sezam zaliczony został do rodziny połapkowatych (Pedaliaceae), rzędu Scrophulariales, podklasy astrowych (Asteridae), klasy Magnoliopsida, gromady okrytonasiennych (Magnoliophyta)
Pozycja rodzaju według Angiosperm Phylogeny Website (aktualizowany system APG III z 2009)W systemie APG sezam zaliczany jest do rodziny połapkowatych, rzędu jasnotowców, kladu astrowych w klasie okrytonasiennych.
Wybrane gatunki zgodnie z podziałem rodzaju według Ihlenfeldta i Grabow-Seidenstickera (1979)
- sekcja Aptera Seidenst.
  - Sesamum angolense Welw.
  - Sesamum angustifolium (Oliv.) Engl.
  - Sesamum calycinum Welw.
  - Sesamum radiatum Schumach. & Thonn.
- sekcja Chamaesesamum Benth.
  - Sesamum laciniatum Klein ex Willd.
  - Sesamum prostratum Retz.
- sekcja Sesamopteris Endl.
  - Sesamum alatum Thonn.
  - Sesamum marlothii Engl.
  - Sesamum schinzianum Asch.
  - Sesamum triphyllum Welw. ex Asch.
- sekcja Sesamum
  - Sesamum indicum L. – sezam indyjski

## Zastosowanie
Rośliny leczniczeNasiona sezamu indyjskiego zawierają alaninę, argininę, cholinę, fenyloalaninę, glicynę, histydynę, izoleucynę, kwas asparaginowy, kwas glutaminowy, kwas palmitynowy, kwas stearynowy, kwas szczawiowy, kwas taninowy, lecytynę, leucynę, lizynę, metioninę, prolinę, saponiny, serynę, treoninę, tryptofan, tyrozynę, walinę, a także cukry, tłuszcze, witaminy i mikroelementy. Wykazuje działanie moczopędne. Stosowane jest również w przypadku hemoroidów i zaparć.
Rośliny spożywczeSezam indyjski jest jedną z najstarszych roślin uprawianych przez człowieka. Jest rośliną oleistą, którego nasiona dostarczają wartościowych tłuszczów. Nasiona tej rośliny zawierają 48-54% tłuszczu, 17-20% białka, 13,4-26% węglowodanów, 5-5,7% wody i 3,7% popiołu. 100 gramów nasion dostarcza 406-851 mg potasu, 647-774 mg fosforu, 346-579 mg magnezu, 131-415 mg wapnia i 39-122 mg sodu. Olej jest ciekły w temperaturze pokojowej, zawiera wysoki poziom nienasyconych kwasów tłuszczowych, zwłaszcza kwasu oleinowego (do 38,84%) i linolenowego (do 46,26%).